# Dendrobiinae
Dendrobiinae – podplemię roślin z rodziny storczykowatych (Orchidaceae). Do podplemienia zaliczanych jest 10 rodzajów oraz prawie 3500 gatunków. 
Rośliny z tego podplemienia występują na kilku kontynentach: w Ameryce Południowej i Północnej, Azji, Afryce oraz w Australii. Występują na obszarze od Florydy, przez Amerykę Środkową i Karaiby do Paragwaju i Urugwaju. Rośliny występują prawie w całej Afryce, poza obszarem Sahary oraz północnych krajów kontynentu. W Azji rośliny z tego rodzaju występują od Indii, przez kraje Azji Południowo-Wschodniej i południowe Chiny, aż po Japonię na wschodzie oraz Australię i Nową Zelandię na południu.

## Systematyka
Podplemię sklasyfikowane w plemieniu Dendrobieae w podrodzinie epidendronowych (Epidendroideae), rodzina storczykowate (Orchidaceae), rząd szparagowce (Asparagales) w obrębie roślin jednoliściennych.
Wykaz rodzajów
- Acrochaene Lindl.
- Bulbophyllum Thouars
- Chaseella Summerh.
- Dendrobium Sw.
- Drymoda Lindl.
- Genyorchis Schltr.
- Monomeria Lindl.
- Pedilochilus Schltr.
- Saccoglossum Schltr.
- Sunipia Lindl.
- Trias Lindl.